# Mars Williams
Marc Charles "Mars" Williams (29 de mayo de 1955–20 de noviembre de 2023) fue un saxofonista estadounidense de música jazz y rock. Formó parte de la banda estadounidense de new wave The Waitresses de 1980 a 1983, así como del grupo británico de post-punk The Psychedelic Furs entre 1983 y 1989 y, posteriormente, desde 2005 hasta su fallecimiento en 2023. Williams fue también miembro fundador de la banda de acid jazz Liquid Soul, y miembro del proyecto de free jazz NRG Ensemble.

## Carrera
Su padre, trompetista, lo familiarizó con la música swing y Dixieland jazz. Williams tocó el clarinete clásico durante diez años, para después pasarse al saxofón cuando cursaba su último año en el instituto, influido por músicos como Eric Dolphy, John Coltrane y Charlie Parker. Estudió durante un tiempo en la Universidad DePaul, y posteriormente ingresó en la Association for the Advancement of Creative Musicians donde fue alumno de sus fundadores Anthony Braxton y Roscoe Mitchell.
Williams es conocido como músico, compositor y arreglista, principalmente, por su trabajo con The Waitresses de 1980 a 1983 y por su carrera posterior junto a The Psychedelic Furs. En principio iba a ir de gira con los Furs un mes por Australia en 1983, como sustituto temporal del saxofonista de gira Gary Windo debido a que este no pudo viajar. Tras el éxito de su gira con los Furs y la subsiguiente ruptura de The Waitresses, permaneció como miembro estable de The Psychedelic Furs hasta 1989, aunque volvería al grupo en 2005. También ha actuado con Billy Idol, The Power Station, Billy Squier, Massacre, Ministry, Die Warzau y Ike Reilly Assassination. Según Rock Scully, mánager del grupo Grateful Dead, Williams actuó en conciertos esporádicos organizados en el Blues Bar (un club after hour en Tribeca regentado por los integrantes de Saturday Night Live Dan Aykroyd y John Belushi durante su presencia en dicho programa a finales de los 70) junto a estrellas del rock de los años 60 como Rick Danko y Bill Kreutzmann. En 2004, el Moers Festival eligió a Williams como artista invitado.
Williams ha grabado e ido de gira con Peter Brötzmann, Vandermark 5, Cinghiale, Our Daughter's Wedding y Mark Freeland's Electroman. Lideró varias bandas y proyectos paralelos de jazz —Liquid Soul (pioneros del acid jazz y nominados a los Premios Grammy), NRG Ensemble (junto al multiinstrumentista Hal Russell), Witches & Devils, Slam y XmarsX—, y participaba a su vez en la escena underground de jazz improvisado de Chicago tanto a nivel individual como con el cuarteto Extraordinary Popular Delusions.

## Fallecimiento
Williams falleció el 20 de noviembre de 2023 en Chicago, con 68 años, de un cáncer ampular. Había sido diagnosticado de cáncer en 2022. El músico acababa de terminar su gira de conciertos junto a los Psychedelic Furs en octubre de 2023.

## Discografía

### Como miembro principal
- Eftsoons (Nessa Records, 1981 [1985]) con Hal Russell
- Cinghiale: Hoofbeats of the Snorting Swine (Eight Day, 1996) con Ken Vandermark
- Witches & Devils: At the Empty Bottle (Knitting Factory, 2000)
- Moments Form (Idyllic Noise, 2013)

Con Boneshaker (Mars Williams, Paal Nilssen-Love, Kent Kessler)
- Boneshaker (Trost Records, 2012)
- Unusual Words (Soul What, 2014)
- Thinking Out Loud (Trost, 2017)
- Fake Music (Soul What, 2019)

Con NRG Ensemble
- Calling All Mothers (Quinnah, 1994)
- This Is My House (Delmark Records, 1996)
- Bejazzo Gets a Facelift (Atavistic Records, 1998)

Con Liquid Soul
- Liquid Soul (1995)
- Make Some Noise (1998)
- Here's the Deal (2000)
- Evolution (2002)
- One-Two Punch (2006)

Con Switchback (Mars Williams / Wacław Zimpel / Hilliard Greene / Klaus Kugel)
- Switchback (Multikulti, 2015)
- Live in Ukraine (Multikulti, 2016)

### Como músico de sesión
Con Harrison Bankhead
- Morning Sun/Harvest Moon (Engine, 2011)
- Velvet Blue (Engine, 2013)

Con Peter Brötzmann
- The Chicago Octet/Tentet (Okka Disc, 1998)

Con Hal Russell / NRG Ensemble
- Elixir (Atavistic, 1979 [2001])
- Hal on Earth (Abduction, 1989)
- The Finnish/Swiss Tour (ECM Records, 1991)
- The Hal Russell Story (ECM, 1993)

Con Ken Vandermark
- Standards (Quinnah, 1995)
- Barrage Double Trio: Utility Hitter (Quinnah, 1996)
- Vandermark 5: Single Piece Flow (Atavistic, 1997)
- Vandermark 5: Target or Flag (Atavistic, 1998)

Con The Swollen Monkeys
- Afterbirth of the Cool  (Cachalot, 1981) producido por Hal Willner

Con The Luck of Eden Hall
- Ten Meters Over The Ground

(Alligators Eat Gumdrops, ltd edition 200, 2012)
Con Custard Flux
- Oxygen/Gelatinous Mass (Oxygen CFX002, 2020)
- Phosphorus, The Gardener, Strawberry Squid, Orbital Transport (Phosphorus CF003, 2022)